# 1394

سنة 1394 كانت سنة بسيطة تبدأ يوم الخميس حسب التقويم اليولياني،

## أحداث
- 11 يونيو - القوات الفينيسية تحتل مدينة آرغوس من ثيودور الأول بالايولوغوس

## مواليد
- أولغ بك
- جيمس الأول ملك اسكتلندا
- أولوغ بيك
- هنري البحار